# 김동희 (1989년)
김동희(한국 한자: 金東熙, 1989년 5월 6일 ~ )는 대한민국의 축구 선수이며 포지션은 공격수이다.

## 축구인 경력

### 선수 경력
김동희는 연세대학교를 졸업하고 2011년 포항 스틸러스에 입단하였으며 2012년 대전 시티즌으로 이적하였다. 하지만 두 팀에서 몸담는 동안 주전 자리는 꿰차지 못하며 2시즌 간 도합 리그 10경기 출전에 그쳤다.
2013년 일본 프로축구 J리그 디비전 2의 기라반츠 기타큐슈로 이적해 주전으로 활약하며 31경기 출전 3골을 넣었다. 이후 기타큐슈로부터 재계약 제안을 받았으나 이를 거절하고 성남 FC로 이적하여 K리그 무대로 복귀하였다. 2014 시즌엔 데뷔 후 K리그에선 처음으로 주전으로 활약하기 시작하였고 총 리그 32경기에서 5골 2도움을 기록하는 준수한 활약을 펼쳐 시즌 종료 후 팬들이 뽑은 올해의 선수상을 수상하였다.

## 수상

### 클럽

#### 성남 FC
- FA컵 우승 1회 (2014년)